# Chico Stage Race
La Chico Stage Race est une course cycliste américaine disputée autour de la ville de Chico, en Californie. Elle se dispute sur quatre étapes aux profils variés. Elle est divisée en plusieurs épreuves distinctes, selon le genre, l'âge et la catégorie des coureurs.
La compétition fête sa huitième édition en 2018.

## Palmarès depuis 2013

### Élites Hommes
| Année | Vainqueur          | Deuxième             | Troisième        |
| ----- | ------------------ | -------------------- | ---------------- |
| 2013  | Roman Kilun        | Chris Riekert        | Keith Hillier    |
| 2014  | Will Routley       | Tom Zirbel           | Michael Friedman |
| 2015  | Scott Zwizanski    | Charles Bradley Huff | Adrien Costa     |
| 2016  | Evan Huffman       | Timothy Rugg         | Brandon McNulty  |
| 2017  | Connor Brown       | Cameron Piper        | Justin Mauch     |
| 2018  | Cory Lockwood      | Sam Boardman         | Chris Riekert    |
| 2019  | Innokenty Zavyalov | Stephen Vogel        | Alexey Vermeulen |

### Élites Femmes
| Année | Vainqueur      | Deuxième                    | Troisième      |
| ----- | -------------- | --------------------------- | -------------- |
| 2013  | Lisa Mueller   | Molly Shaffer Van Houweling | Juliette Olson |
| 2014  | Joanna Dahl    | Emily Matheu                | Julie Cutts    |
| 2015  | Allie Dragoo   | Leah Thomas                 | Sara Clafferty |
| 2016  | Allie Dragoo   | Leah Thomas                 | Alison Starnes |
| 2017  | Claire Rose    | Lindsay Bayer (en)          | Leah Thomas    |
| 2018  | Allie Dragoo   | Sara Bergen                 | Summer Moak    |
| 2019  | Arielle Little | Mollie Brewer               | Robin Betz     |